# Český bowling
Český bowling je televizní magazín vysílaný Českou televizí (na stanici ČT4) věnující se bowlingu. Vysílán byl od ledna 2011 přibližně s měsíční periodicitou. Průvodce pořadem byl Petr Vichnar a na komentářích některých reportáží se podílela též Zuzana Kalátová.
Celkem do konce roku vzniklo a bylo odvysíláno 8 dílů. Poslední byl premiérově uveden 27. prosince 2011 a reprízován ještě do 10. ledna 2012. V pořadu byly reportovány bowlingové soutěže pořádané především Českou bowlingovou asociací (například mistrovství republiky v bowlingu) a další turnaje. V jeho rámci byli představovány některé bowlingové herny, hráči či trenéři bowlingu. Obsahoval též školu bowlingu pro začátečníky vysvětlující základy rovinného hraní bowlingu.
Podle informací tvůrců s odkazem na data České televize pořad v průběhu celého roku 2011 sledovalo celkem 805 tisíc diváků. Od 31. března 2012 bylo zahájeno vysílání stejnojmenného magazínu na stanici Nova Sport soukromé televize Nova. Pátý díl magazínu byl premiérově odvysílán 29. září 2012.